# Microscopio (costellazione)
Il Microscopio (in latino Microscopium, abbreviato in Mic) è una delle 88 costellazioni moderne. Si tratta di una piccola costellazione meridionale, introdotta da Nicolas Louis de Lacaille.

## Caratteristiche

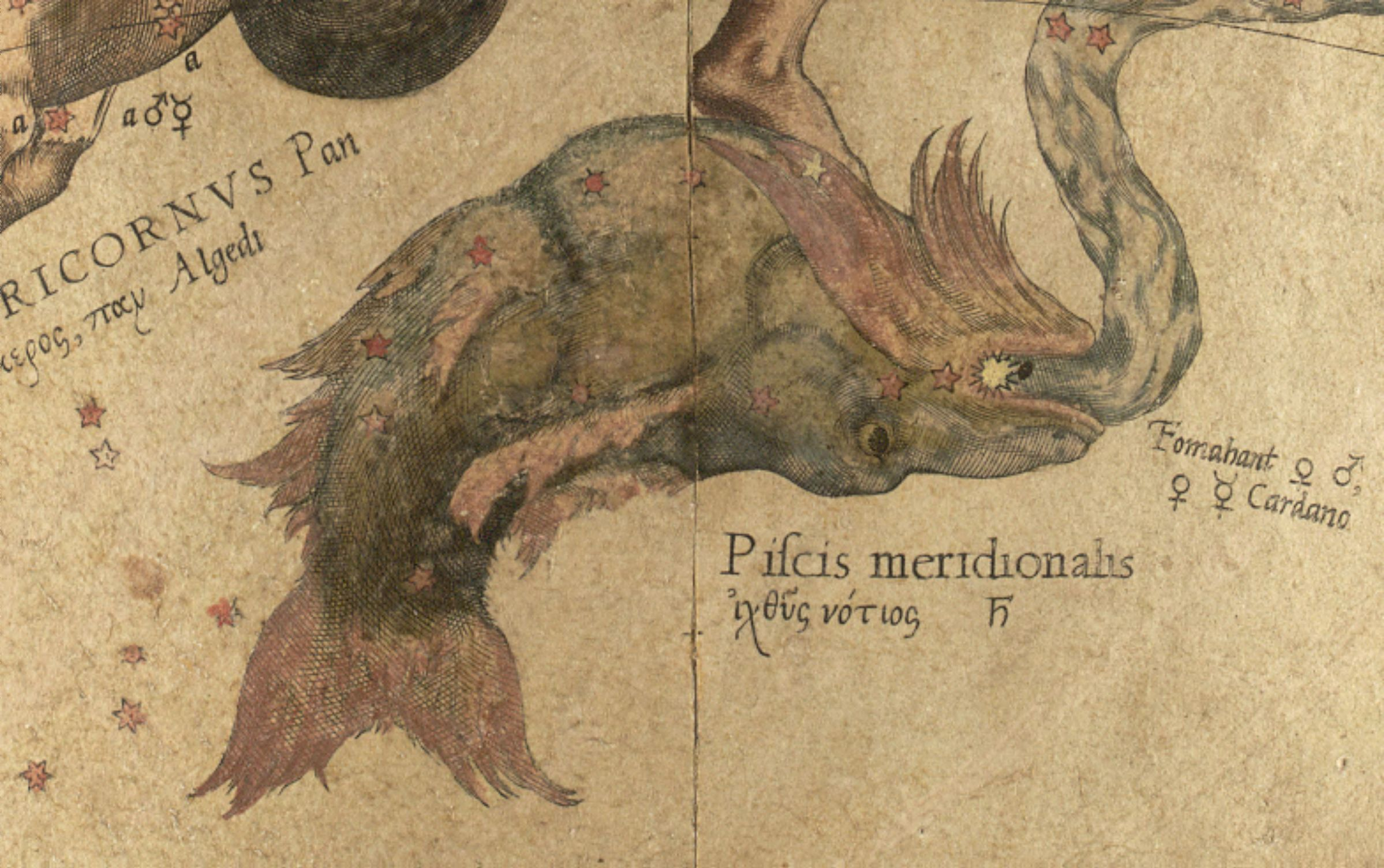
Pagina dell'atlante celeste di Mercatore; la coda del Pesce Australe forma oggi la costellazione del Microscopio.

Si tratta di una costellazione molto poco appariscente, situata a sud del Capricorno e a occidente della stella Fomalhaut, appartenente al Pesce Australe; le sue stelle principali sono di quinta magnitudine, dunque visibili solo in una notte buia e possibilmente senza Luna. Trovandosi nell'emisfero australe, la sua altezza sull'orizzonte non è mai elevata dalle latitudini temperate boreali e da parte dell'Europa centrale risulta pure in parte invisibile, mentre è ben osservabile dall'emisfero sud; il periodo di massima osservazione nel cielo serale ricade fra i mesi di luglio e novembre.
In antichità le stelle di questa costellazione facevano parte del Pesce Australe, di cui costituivano la coda, come si può intuire anche dalla disposizione delle sue stelle, che paiono il naturale prosieguo della sagoma di un pesce stilizzato con la bocca costituita dalla brillante stella Fomalhaut. Per creare il Microscopio Lacaille operò quindi una divisione dell'originaria costellazione.

### Stelle principali
- Alla stella più luminosa della costellazione è stata assegnata la lettera Gamma; questo è un astro di magnitudine 4,7 distante un centinaio di anni luce dal Sistema Solare, che brilla di luce gialla. In ricordo del fatto che la stella anticamente era parte della vicina costellazione del Pesce Australe, essa è talora indicata su alcuni atlanti come Csi Piscis Austrinus,
- Gamma è seguita, per pochi centesimi di magnitudine, da Epsilon (magnitudine 4,7) anch'essa lontana 100 anni luce, ma brillante di luce bianco-azzurra.
- La stella Alfa (magnitudine 4,9) si colloca solo al terzo posto nella graduatoria di stelle per luminosità nella costellazione, insidiata anche da Theta 1, che varia tra magnitudine 4,8 e 4,9.

Lacaille 8760 è una stella rossa di magnitudine 6,7 tra le più vicine alla Terra, essendo distante solo 13 anni luce.

### Stelle doppie
Alcune stelle doppie della costellazione sono osservabili con facilità anche con piccoli strumenti.
- La coppia formata dalle stelle HD 200011 e HD 200026, nella parte più meridionale della costellazione, è risolvibile anche con un binocolo di media potenza, seppur con alcune difficoltà, mentre è ben alla portata di un piccolo telescopio; le componenti sono entrambe di sesta grandezza e i colori sono giallo e arancione.
- HD 204018 è molto più stretta e difficile; inoltre il maggiore contrasto di magnitudini aumenta le difficoltà.

| Principali stelle doppie |                                          |                                          |             |             |                                 |        |
| Nome                     | Coordinate equatoriali all'epoca J2000.0 | Coordinate equatoriali all'epoca J2000.0 | Magnitudine | Magnitudine | Separazione (in secondi d'arco) | Colore |
| Nome                     | AR                                       | Dec                                      | A           | B           | Separazione (in secondi d'arco) | Colore |
| HD 200011/26             | 21h 02m 12s                              | -43° 00′ 07″                             | 6,6         | 6,9         | 57,5                            | g + ar |
| HD 204018                | 21h 27m 02s                              | -42° 32′ 53″                             | 5,6         | 8,3         | 2,8                             | b + b  |

### Stelle variabili
La costellazione contiene alcune stelle variabili osservabili anche con piccoli strumenti amatoriali.
Le più semplici sono le Mireidi, quando sono al massimo: la U Microscopii è la più brillante e oscilla fra la settima e la quattordicesima magnitudine in poco meno di un anno. Semplice anche la S Microscopii, che al massimo raggiunge la magnitudine 7,8; il suo ciclo è di 210 giorni circa.
Una variabile pulsante è invece la θ1 Microscopii, che in due giorni oscilla di un solo decimo di magnitudine, dunque in maniera pressoché impercettibile.
| Principali stelle variabili |                                          |                                          |             |             |                  |                       |
| Nome                        | Coordinate equatoriali all'epoca J2000.0 | Coordinate equatoriali all'epoca J2000.0 | Magnitudine | Magnitudine | Periodo (giorni) | Tipo                  |
| Nome                        | AR                                       | Dec                                      | Max.        | Min.        | Periodo (giorni) | Tipo                  |
| S Microscopii               | 21h 26m 44s                              | -29° 51′ 05″                             | 7,8         | 14,8        | 209,68           | Mireide               |
| T Microscopii               | 20h 27m 55s                              | -28° 15′ 40″                             | 7,7         | 9,6         | 347:             | Semiregolare pulsante |
| U Microscopii               | 20h 29m 16s                              | -40° 25′ 01″                             | 7,0         | 14,4        | 334,29           | Mireide               |
| AV Microscopii              | 20h 41m 25s                              | -42° 08′ 02″                             | 6,25        | 6,35        | -                | Irregolare            |
| θ1 Microscopii              | 21h 20m 46s                              | -40° 48′ 34″                             | 4,77        | 4,87        | 2,1215           | Pulsante              |

## Oggetti del profondo cielo
Le piccole dimensioni della costellazione, unite alla scarsa luminosità e vicinanza delle galassie osservabili in questo settore di cielo, fanno sì che il Microscopio sia povero di oggetti non stellari cospicui.
L'unico di discreta importanza è la galassia NGC 6925, una spirale barrata visibile nella parte settentrionale, che appare di aspetto allungato essendo vista da un'angolazione molto accentuata.
| Principali oggetti non stellari |                                          |                                          |          |             |                                        |              |
| Nome                            | Coordinate equatoriali all'epoca J2000.0 | Coordinate equatoriali all'epoca J2000.0 | Tipo     | Magnitudine | Dimensioni apparenti (in primi d'arco) | Nome proprio |
| Nome                            | AR                                       | Dec                                      | Tipo     | Magnitudine | Dimensioni apparenti (in primi d'arco) | Nome proprio |
| NGC 6925                        | 20h 34m 20s                              | -31° 59′ :                               | Galassia | 11,2        | 4,1 x 2                                |              |
| IC 5086                         | 21h 08m 32s                              | -29° 46′ :                               | Galassia | 12,7        | 11,3 x 1,3                             |              |

## Sistemi planetari
Nel Microscopio sono noti due sistema planetario extrasolari, quello di WASP-7 e quello di HD 205739: il primo è costituito da una nana gialla con un pianeta transiente, un pianeta gioviano caldo con una massa molto simile a quella di Giove; il secondo è anch'esso un pianeta gioviano, ma la sua orbita è solo leggermente più stretta di quella terrestre.
| Sistemi planetari |                                          |                                          |             |                    |                              |
| Nome del sistema  | Coordinate equatoriali all'epoca J2000.0 | Coordinate equatoriali all'epoca J2000.0 | Magnitudine | Tipo di stella     | Numero di pianeti confermati |
| Nome del sistema  | AR                                       | Dec                                      | Magnitudine | Tipo di stella     | Numero di pianeti confermati |
| WASP-7            | 20h 44m 10s                              | -39° 13′ 30″                             | 9,54        | Nana gialla        | 1 (b)                        |
| HD 205739         | 21h 38m 08s                              | -31° 44′ 15″                             | 8,56        | Nana bianco-gialla | 1 (b)                        |